# Фернандо Кондес
Фернандо Кондес Ромеро (на испански: Fernando Condés Romero) е испански офицер от Гражданската гвардия.
Свързан с Испанската социалистическа работническа партия, той е инструктор на социалистическите милиции и ръководи група от полиция и цивилни, които незаконно задържат десния депутат Хосе Калво Сотело с цел да го убият, което и се случва няколко минути след като го извеждат от дома му.

## Биография
Фернандо Кондес е син на пехотен командир, следва баща си в армията и е назначен в испанския протекторат на Мароко. Там се запознава с Хосе Техада. През 1928 г. постъпва в Гражданската гвардия и на местоназначението си в автомобилния парк на Гражданската гвардия в Мадрид се среща със заместник-председателя на Бадахос Маргарита Нелкен, с която е голям приятел, и която го запознава с лидера на Общ съюз на трудещите се Амаро дел Росал и Франсиско Ларго Кабайеро.
Член на Испанска социалистическа работническа партия, подобно на приятелите си лейтенант Техада и капитан Фараудо, Кондес участва в революционния опит през октомври 1934 г., организиран от социалистическите организации, чиято цел е да се опитат да завземат автомобилния парк на Гражданската гвардия с подкрепата на пехота, без успех. Кондес е осъден, изключен от гражданската гвардия и изпратен във военен затвор.
С триумфа на Народния фронт на изборите през февруари 1936 г. той е амнистиран, възстановен и повишен в чин капитан, въпреки че Гражданската гвардия го оставя в ситуация на принудителна готовност, поради участието му в събитията от октомври 1934 г. Става част и от Републиканския антифашистки военен съюз (UMRA). След освобождаването си от затвора е инструктор за "La Motorizada", младежка организация, съставена от членове на Мадридската социалистическа младеж, които не са участвали в сливането с комунистическата младеж за формиране на Обединената социалистическа младеж и че, наред с други функции, служещи обикновено за ескорт на Индалесио Прието.

## Убийства на Фараудо, Техада и Сотело
На 7 май капитан Фараудо е убит от фалангисти, факт, който предизвиква голямо вълнение сред обкръжението му, сред социалистическата младеж и в левите партии като цяло. На 12 юли неидентифицирани въоръжени лица убиват лейтенант Техада. Същата сутрин се събират в казармите на щурмовата гвардия на Понтехос, принадлежащи към социалистическите милиции, сред които е и Кондес.
От Понтехос тръгва камион с група щурмова охрана, членове на социалистическите милиции и самият Кондес. В полицейското управление са дадени списъци на заподозрени фалангисти за арестуване. На фона на възмущението мнозина призовават за отмъщение и за други убийства, извършени от десни въоръжени мъже. Под претекст за извършване на обиск и под пълномощията на гражданската гвардия на Кондес, той с други лица влизат в къщата на десния и монархически депутат Хосе Калво Сотело, където искат да ги придружи до Главната дирекция по сигурността (DGS). Сотело се съпротивлява, но се успокоява, когато вижда идентификацията на Кондес, която го акредитира като офицер от Гражданската гвардия. Накрая се съгласява и тръгва с полицаите. По средата на пътуването Луис Куенка Естевас, член на социалистическите милиции, който седи точно зад депутата в превозното средство, го убива стреляйки с два изстрела, първият във врата. Тялото на Сотело е изхвърлено до Източното гробище.
В 08:30 ч. сутринта Кондес отива до централата на Испанската социалистическа работническа партия и иска да говори с партиен лидер. Когато нито Прието, нито Ламонеда са в Мадрид, ръководителят на офиса на секретариата се обажда на заместник Хуан Симеон Видарте. Когато Видарте пристига в щаба, Кондес е блед и „с червени очи“. Когато Видарте го пита какво се случва, Кондес му се сопва: „Нещо ужасно. Снощи убихме Сотело.“ Кондес добавя, че намерението му не е било пътуването да завърши с убийството на Сотело, а че е възнамерявал само да го отвлече, за да го вземе за заложник. Видарте, който го упреква за поведението му и попитан от Кондес дали трябва да се предаде, му казва, че би било по-добре за него да изчака и да намери място, където да се скрие, ако има такова, на което Кондес отговоря: " Да, мога да се скрия в къщата на депутата Маргарита Нелкен. Там няма да посмеят да ме потърсят. Охраната, която я придружава, също беше в микробуса." Видарте също показва отвращението си от убийството и отказва да го защитава като адвокат, ако бъде арестуван.
На следващия ден Луис Куенка, Кондес и други в микробуса са задържани от полицията и разпитани.
Няколко дни по-късно (военното въстание, което започва Испанската гражданска война, вече се е разпространило), Кондес участва в нападението над казармите Монтаня, след това е назначен за технически директор на Motorizada и се бие в Сомосиера с Луис Куенка, където загива в битка, няколко дни след началото на Гражданската война.